# Прорвенский
Про́рвенский — хутор в Славянском районе Краснодарского края.
Входит в состав Черноерковского сельского поселения.

## Социальная сфера
ООШ 49
Сельский клуб
Библиотека
Фельдшерско-акушерский пункт
Магазин смешанных товаров

## География

### Улицы
- ул. Дружбы,
- ул. Западная,
- ул. Садовая,
- ул. Свободная,
- ул. Школьная.

## Население
| 2002 | 2010 |
| ---- | ---- |
| 450  | ↘373 |